# Wieczfnia Kościelna (gemeente)
De gemeente Wieczfnia Kościelna is een landgemeente in het Poolse woiwodschap Mazovië, in powiat Mławski.
De zetel van de gemeente is in Wieczfnia Kościelna.Kosciół Murowany wybudował Ks.Romuald Jaworski
Op 30 juni 2004 telde de gemeente 4188 inwoners.

## Oppervlakte gegevens
In 2002 bedroeg de totale oppervlakte van gemeente Wieczfnia Kościelna 119,81 km², waarvan:
- agrarisch gebied: 79%
- bossen: 15%

De gemeente beslaat 10,23% van de totale oppervlakte van de powiat.

## Demografie
Stand op 30 juni 2004:
| Omschrijving                   | Totaal | Totaal | Vrouwen | Vrouwen | Mannen | Mannen |
| ------------------------------ | ------ | ------ | ------- | ------- | ------ | ------ |
| eenheid                        | aantal | %      | aantal  | %       | aantal | %      |
| inwoners                       | 4188   | 100    | 2069    | 49,4    | 2119   | 50,6   |
| bevolkingsdichtheid (inw./km²) | 35     | 35     | 17,3    | 17,3    | 17,7   | 17,7   |

In 2002 bedroeg het gemiddelde inkomen per inwoner 1378,08 zł.

## Sołectwa
Bąki, Bonisław, Chmielewko, Chmielewo Wielkie, Długokąty, Grzebsk, Grzybowo, Grzybowo-Kapuśnik, Kobiałki, Kuklin, Kulany, Łęg, Michalinowo, Uniszki-Cegielnia, Uniszki Gumowskie, Uniszki Zawadzkie, Pepłowo, Pogorzel, Wieczfnia Kościelna, Wieczfnia-Kolonia, Wąsosze, Windyki, Załęże, Zakrzewo Wielkie

## Overige plaatsen
Chmielewo Małe, Grądzik, Kulany-Kolonie, Marianowo, Pepłówek, Rukały, Turowo, Turówek, Zakrzewo-Froczki, Zakrzewo-Ranki, Żaki, Żulinek.

## Aangrenzende gemeenten
Dzierzgowo, Iłowo-Osada, Janowiec Kościelny, Mława, Szydłowo